# Daniel Graham
Daniel Lawrence Graham (Torrance, 16 novembre 1978) è un ex giocatore di football americano statunitense che ha militato nel ruolo di tight end nella National Football League (NFL).

## Carriera

### New England Patriots
Al college Graham giocò a football a Colorado, venendo premiato come All-American e vincendo il John Mackey Award. Fu scelto nel corso del primo giro (21º assoluto) del Draft NFL 2002 dai New England Patriots. All'inizio della carriera era noto per farsi sfuggire troppi palloni e per soffrire apparenti cali di concentrazione. Tuttavia riuscì a migliorare in questi aspetti, imponendosi come un eccellente tight end sui blocchi. Nella sua stagione da rookie fece registrare 15 ricezioni per 150 yard e un touchdown. L'anno seguente disputò 9 gare come titolare, totalizzando 38 ricezioni per 409 yard e 4 touchdown. Nel 2004 divenne pienamente integrato nell'attacco dei Patriots, chiudendo con 30 ricezioni per 364 yard e 7 marcature. Con New England conquistò due Super Bowl consecutivi nel 2003 e 2004. Il 6 dicembre 2006 fu nominato capitano dei Patriots.

### Denver Broncos
Graham firmò con i Denver Broncos il 6 marzo 2007 un contratto quinquennale del valore di 30 milioni di dollari. Nella stagione 2008 fu votato capitano dell'attacco della squadra assieme al quarterback Jay Cutler.
Graham apparve sulla copertina del 12 ottobre di 2009 Sports Illustrated portando il pallone con la mano sinistra e saltando oltre un difensore dei Dallas Cowboys nella partita del 4 ottobre 2009 vinta per 17-10.
Il 2 marzo 2011 i Broncos svincolarono Graham.

### Tennessee Titans
Il 31 luglio 2011 Graham firmò un contratto triennale con i Tennessee Titans. Con essi segnò l'unico touchdown, l'ultimo della sua carriera, il 25 settembre 2011 su un passaggio da 4 yard di Matt Hasselbeck nel quarto periodo della vittoria per 17-14 sui Broncos. Fu svincolato il 12 giugno 2012 con due anni di contratto rimanenti dopo che era stato superato dagli altri tight end Jared Cook, Craig Stevens e il rookie Taylor Thompson.

### New Orleans Saints
L'11 agosto 2012 Graham firmò con i New Orleans Saints. Il 2 novembre 2012 fu svincolato. Si ritirò ufficialmente nell'agosto 2013.

## Palmarès
- Super Bowl : 2

New England Patriots: XXXVIII, XXXIX
- American Football Conference Championship: 2

New England Patriots: 2003, 2004

## Vita privata
È il figlio di Tom Graham, anch'egli ex giocatore della NFL nel ruolo di linebacker.